# Óscar Romero (futbolista)
Óscar David Romero Villamayor (Asunción, 4 de julio de 1992) es un futbolista paraguayo. Juega de mediocampista ofensivo. Su equipo actual es el Sport Club Internacional del Campeonato Brasileño de Serie A. Fue internacional con la selección paraguaya.
Empezó a jugar en las inferiores de Boca Juniors a los 14 años, pero por un asunto de papeles no pudo continuar en el club. Un cazador de talentos lo vio y fichó a Óscar para que jugara en las inferiores de Cerro Porteño. Luego de debutar en 2011, sus actuaciones atrajeron el interés del Real Madrid B y del Valencia. 
En 2013, con sus buenas actuaciones, atrajo el interés del Baniyas SC de Emiratos Árabes Unidos, aparte de ser convocado a la Selección de Paraguay y ganar su primer título con Cerro Porteño en el Torneo Clausura de 2013, siendo una de las figuras del equipo titular. En 2014, Óscar ya era valioso para Cerro Porteño, ya que disputó la Copa Libertadores y la Copa Sudamericana, teniendo un buen nivel de juego. Consiguió con Cerro Porteño el subcampeonato del Torneo Clausura 2014. 
En 2015 sería un paso muy grande en su carrera, porque Racing Club lo compró por 2.7 millones de dólares por el 70% del pase, y sería su primera experiencia en la Argentina. Con el paso de los meses, Óscar se ganó el elogio de los hinchas y se transformó rápidamente en un jugador valioso para el club. En 2016 es transferido al Shanghai Shenhua de China por 9 millones de dólares. Sin embargo, por motivos de cupo de extranjeros el equipo chino decidió cederlo al Alavés de la Primera División de España. En 2019 llegó en condición de libre a San Lorenzo de Almagro para ser, junto a su hermano, Ángel Romero, dos refuerzos importantes para el club, hasta mediados de 2021, cuando rescindieron sus contratos y quedaron libres. Llegó a Boca Juniors a principios de 2022 donde se afianzó como titular, y después de junio de ese mismo año comenzó a llevar el número 10 en la camiseta. 
Óscar es caracterizado por su visión de juego, su buena gambeta y sus remates de media y larga distancia. Además, ayuda a sus equipos a construir jugadas de gol.

## Trayectoria

### Inicios como futbolista
Ingresó a las inferiores de Boca Juniors cuando era de la categoría sub-15, pero tuvo que irse del club por una cuestión de documentos. El cazador de talentos de Cerro Porteño lo vio y lo fichó para que continue en las inferiores del club.

### Cerro Porteño
Después de estar por un tiempo en las inferiores de Boca, ingresó a las inferiores de Cerro Porteño. Debutó en Primera el 15/05/2011 en la derrota 1 a 0 ante el General Caballero. El 01/12/2012 anotó su primer gol ante Sportivo Luqueño. Sus buenas actuaciones atrajeron a muchos equipos europeos, entre ellos, el Real Madrid B y el Valencia ambos de España.
En 2013, al igual que su hermano Ángel, tuvo más oportunidades, ya que el club decidió darle chances a los juveniles, junto al nuevo DT Francisco Arce, razón por la cual, Óscar tuvo muy buenas apariciones, atrayendo el interés de clubes como el Baniyas SC de Emiratos Árabes Unidos, y también siendo convocado a la Selección de Paraguay. En el 2013 logra su primer título como profesional y de manera invicta con Cerro Porteño en el Torneo Clausura de 2013, siendo muy importante en el equipo titular.
En el 2014 siguió siendo importante para su club, donde disputó la Copa Libertadores y la Copa Sudamericana teniendo un buen nivel de juego, especialmente en la Sudamericana. En ese año, consiguió el subcampeonato del Torneo Clausura. Su último partido oficial con Cerro Porteño fue el 6 de diciembre de 2014 en la victoria del equipo 2-0 ante Sol de América.

### Racing Club
En 2015 deja Cerro Porteño y llega a Racing Club a cambio de 2.7 millones de dólares por el 70% del pase.
Luego de una dificultosa adaptación, por el hecho de no haber realizado pretemporada, comienza a afianzarse en el equipo titular, y con el correr de los meses, comienza a destacarse notablemente en varios partidos. Anota su primer gol con la camiseta de Racing el 14 de marzo de 2015, de penal, en la goleada 4-1 a Colón de Santa Fe, partido donde termina como una de las figuras. Durante el mismo torneo, vuelve a anotar frente a Unión de Santa Fe y Argentinos Juniors contribuyendo así, a las victorias de su equipo.
A finales de 2015, logra ganar la Liguilla pre-Libertadores con Racing, aportando un gol en el Clásico de Avellaneda, frente al Club Atlético Independiente, en el partido de ida, que terminaría con victoria de Racing por 2-0, y donde Oscar se retiraría lesionado, momentos luego de su gol.
En 2016 volvería a marcar ante Estudiantes LP por el Torneo de Verano 2016. Marca su primer gol en la Copa Libertadores 2016 ante Deportivo Cali en la victoria por 2-1. Después marca otros 3 goles más ante San Martín de San Juan, Lanús y ante Tigre por el torneo local. Sus buenas actuaciones atrajeron el interés de clubes europeos, como el Inter de Milán y el Valencia CF entre otros.
Finalmente sería transferido al Shanghái SIPG por una cifra cercana a los 9 millones de dólares. En enero de 2017, el club chino lo cederá a préstamo al Deportivo Alavés de la Primera División de España.

### Deportivo Alavés
El 2 de febrero de 2017, Romero debutó en el Deportivo Alavés en ocasión del partido de ida por la semifinal de la Copa del Rey que finalizó sin goles ante el Celta de Vigo, ingresando al minuto 83. Tres días después jugó su primer partido de Liga ante el Sporting de Gijón, en la victoria de su equipo por 4-2 como visitante. Hizo su aparición cuando corrían 21 minutos del 2° tiempo y sobre los '40 realizó una asistencia para el cuarto tanto del Alavés. En la jugada previa dispuso de una clara oportunidad para anotar.
El 27 de mayo de 2017 disputa la final de la Copa del Rey frente al Fútbol Club Barcelona, ingresando a los 79 minutos en reemplazo del francés Theo Hernández, partido donde el Alavés quedaría como subcampeón, tras caer derrotado por 3 a 1.

### Boca Juniors
Romero llegó a Boca Juniors en condición de futbolista libre proveniente de San Lorenzo de Almagro el 15 de febrero de 2022. Debutó a principios de marzo en la victoria de Boca frente a Central Córdoba de Rosario por los 32avos de la Copa Argentina 2022, el partido finalizó 4:1 a favor del Xeneize con una actuación de "figura" en el partido. En mayo de ese mismo año también ganó la Copa de la Liga Profesional 2022 frente a Tigre, fue su primer título con Boca. En agosto, ya afianzado como titular, convirtió sus dos primeros goles frente a Platense, el partido finalizó 2:1.
En julio de 2023 Boca rescindió su contrato de mutuo acuerdo.

### Botafogo
El 18 de marzo de 2024, Óscar Romero fue anunciado por Botafogo con contrato hasta final de temporada. Debutó ante Junior de Barranquilla en el Nilton Santos. Romero ingresó en el minuto 39 de la etapa final, reemplazando a Marlon Freitas. A los 35 minutos del segundo tiempo - gol de penalti de Óscar Romero del Botafogo contra el Atlético-GO, partido válido para el Brasileirão el 3 de agosto de 2024, partido en el que Fogão ganó 4-1.
En 2024, Romero tuvo más oportunidades, aunque casi siempre fue reserva, pero fue removido por indisciplina. En la recta final de la temporada se utilizó muy poco. Romero aportó cinco asistencias en 27 partidos (siete como titular), pero sólo marcó un gol.

### Internacional
El 28 de febrero de 2025 fue anunciado por Internacional hasta el final de la temporada.El 6 de abril de 2025, Internacional venció 3-0 a Cruzeiro, el partido marcó el debut de Oscar Romero. 

## Selección nacional
Debutó en la selección de Paraguay el 14 de septiembre de 2013 ante Alemania. Marca su primer gol con la selección el 29 de mayo de 2014 contra Camerún.
Fue convocado por Ramón Díaz para jugar la Copa América 2015, donde solo jugó 3 partidos. También fue convocado para la Copa América Centenario, donde se disputaría en Estados Unidos.
Fue convocado por Francisco Arce para disputar las Eliminatorias Sudamericanas de la Copa Mundial de 2018, donde marca un gol de media distancia ante Chile en la victoria por 2-1.
 En las últimas fechas, Óscar fue la figura, ante Chile (victoria 3-0) dio la asistencia en el tercer gol, y tiró el tiro libre que significó el autogol de Arturo Vidal. Luego ante Uruguay en la derrota por 2-1, fue el que más buscó junto a su hermano Ángel Romero Villamayor, donde este último, anotó el descuento paraguayo; Luego en la penúltima fecha, en la victoria por 2-1 ante Colombia, dio el pase filtrado a Derlis González, quien le dio el pase directo a Antonio Sanabria, que rechazó el arquero colombiano David Ospina y luego remató nuevamente Sanabria para el gol de la victoria.

### Participaciones en Eliminatorias al Mundial
| Eliminatorias                 | Resultado  | Partidos | Goles |
| ----------------------------- | ---------- | -------- | ----- |
| Eliminatorias Mundial de 2014 | 10.º lugar | 4        | 0     |
| Eliminatorias Mundial de 2018 | 7.º lugar  | 13       | 1     |

### Participaciones en Copa América
| Copa                    | Sede           | Resultado        | Partidos | Goles |
| ----------------------- | -------------- | ---------------- | -------- | ----- |
| Copa América 2015       | Chile          | Cuarto puesto    | 3        | 0     |
| Copa América Centenario | Estados Unidos | Primera fase     | 2        | 0     |
| Copa América 2019       | Brasil         | Cuartos de final | 2        | 0     |
| Copa América 2021       | Brasil         | Cuartos de final | 3        | 0     |

### Goles en la selección
| Goles con la Selección de Paraguay | Goles con la Selección de Paraguay | Goles con la Selección de Paraguay | Goles con la Selección de Paraguay | Goles con la Selección de Paraguay | Goles con la Selección de Paraguay | Goles con la Selección de Paraguay | Goles con la Selección de Paraguay | Goles con la Selección de Paraguay |
| Resultados                         | Resultados                         | Resultados                         | Resultados                         | Lugar                              | Estadio                            | Fecha                              | Tipo                               | Goles                              |
| ---------------------------------- | ---------------------------------- | ---------------------------------- | ---------------------------------- | ---------------------------------- | ---------------------------------- | ---------------------------------- | ---------------------------------- | ---------------------------------- |
| Paraguay                           | 2                                  | 1                                  | Camerún                            | Kufstein                           | Kufstein Stadium                   | 29 de mayo de 2014                 | Amistoso                           | 1 gol                              |
| Paraguay                           | 2                                  | 1                                  | Chile                              | Asunción                           | Defensores del Chaco               | 1 de septiembre de 2016            | Eliminatorias Sudamericanas 2018   | 1 gol                              |
| Paraguay                           | 2                                  | 4                                  | Japón                              | Innsbruck                          | Tivoli Neu                         | 12 de junio de 2018                | Amistoso                           | 1 gol                              |
| Paraguay                           | 4                                  | 2                                  | Jordania                           | Amán                               | Internacional de Amán              | 10 de septiembre de 2019           | Amistoso                           | 1 gol                              |

## Estadísticas

### Clubes
Actualizado hasta su último partido disputado el 25 de mayo de 2025.
| Club                         | Div.          | Temporada     | Liga  | Liga  | Liga   | Copas nacionales | Copas nacionales | Copas nacionales | Torneos internacionales | Torneos internacionales | Torneos internacionales | Total | Total | Total  |
| Club                         | Div.          | Temporada     | Part. | Goles | Asist. | Part.            | Goles            | Asist.           | Part.                   | Goles                   | Asist.                  | Part. | Goles | Asist. |
| ---------------------------- | ------------- | ------------- | ----- | ----- | ------ | ---------------- | ---------------- | ---------------- | ----------------------- | ----------------------- | ----------------------- | ----- | ----- | ------ |
| Cerro Porteño Paraguay       | 1.ª           | 2011          | 10    | 1     | 0      | —                | —                | —                | —                       | —                       | —                       | 10    | 1     | 0      |
| Cerro Porteño Paraguay       | 1.ª           | 2012          | 7     | 1     | 0      | —                | —                | —                | —                       | —                       | —                       | 7     | 1     | 0      |
| Cerro Porteño Paraguay       | 1.ª           | 2013          | 35    | 6     | 7      | —                | —                | —                | 8                       | 0                       | 0                       | 43    | 6     | 7      |
| Cerro Porteño Paraguay       | 1.ª           | 2014          | 38    | 5     | 0      | —                | —                | —                | 16                      | 4                       | 3                       | 54    | 9     | 3      |
| Cerro Porteño Paraguay       | Total club    | Total club    | 90    | 13    | 7      | 0                | 0                | 0                | 24                      | 4                       | 3                       | 114   | 17    | 10     |
| Racing Club Argentina        | 1.ª           | 2015          | 24    | 4     | 4      | 4                | 0                | 0                | 8                       | 0                       | 0                       | 36    | 4     | 4      |
| Racing Club Argentina        | 1.ª           | 2016          | 10    | 4     | 3      | —                | —                | —                | 10                      | 1                       | 3                       | 20    | 5     | 6      |
| Racing Club Argentina        | 1.ª           | 2016-17       | 13    | 1     | 2      | 3                | 0                | 0                | —                       | —                       | —                       | 15    | 1     | 2      |
| Racing Club Argentina        | Total club    | Total club    | 47    | 9     | 9      | 7                | 0                | 0                | 18                      | 1                       | 3                       | 72    | 10    | 12     |
| Deportivo Alavés · España    | 1.ª           | 2016-17       | 13    | 0     | 1      | 2                | 0                | 0                | —                       | —                       | —                       | 15    | 0     | 1      |
| Deportivo Alavés · España    | 1.ª           | 2017-18       | 5     | 0     | 0      | —                | —                | —                | —                       | —                       | —                       | 5     | 0     | 0      |
| Deportivo Alavés · España    | Total club    | Total club    | 18    | 0     | 1      | 2                | 0                | 0                | 0                       | 0                       | 0                       | 20    | 0     | 1      |
| Shanghái Shenhua China       | 1.ª           | 2018          | 17    | 4     | 8      | —                | —                | —                | —                       | —                       | —                       | 17    | 4     | 8      |
| Shanghái Shenhua China       | 1.ª           | 2019          | 9     | 0     | 1      | 2                | 1                | 1                | —                       | —                       | —                       | 11    | 1     | 2      |
| Shanghái Shenhua China       | Total club    | Total club    | 26    | 4     | 9      | 2                | 1                | 1                | 0                       | 0                       | 0                       | 28    | 5     | 10     |
| C. A. San Lorenzo Argentina  | 1.ª           | 2019-20       | 21    | 2     | 3      | 1                | 2                | 1                | —                       | —                       | —                       | 22    | 4     | 4      |
| C. A. San Lorenzo Argentina  | 1.ª           | 2020          | —     | —     | —      | 8                | 2                | 2                | —                       | —                       | —                       | 8     | 2     | 2      |
| C. A. San Lorenzo Argentina  | 1.ª           | 2021          | 5     | 0     | 0      | 13               | 3                | 0                | 7                       | 1                       | 3                       | 25    | 4     | 3      |
| C. A. San Lorenzo Argentina  | Total club    | Total club    | 26    | 2     | 3      | 22               | 7                | 3                | 7                       | 1                       | 3                       | 55    | 10    | 9      |
| C. A. Boca Juniors Argentina | 1.ª           | 2022          | 22    | 2     | 3      | 15               | 0                | 5                | 8                       | 0                       | 1                       | 45    | 2     | 9      |
| C. A. Boca Juniors Argentina | 1.ª           | 2023          | 16    | 2     | 3      | 1                | 0                | 1                | 3                       | 0                       | 1                       | 20    | 2     | 5      |
| C. A. Boca Juniors Argentina | Total club    | Total club    | 38    | 4     | 6      | 16               | 0                | 6                | 11                      | 0                       | 2                       | 65    | 4     | 14     |
| Pendikspor Turquía           | 1.ª           | 2023-24       | 12    | 3     | 0      | 2                | 1                | 0                | —                       | —                       | —                       | 14    | 4     | 0      |
| Pendikspor Turquía           | Total club    | Total club    | 12    | 3     | 0      | 2                | 1                | 0                | 0                       | 0                       | 0                       | 14    | 4     | 0      |
| Botafogo F. R. · Brasil      | 1.ª           | 2024          | 19    | 1     | 4      | 2                | 0                | 0                | 6                       | 0                       | 1                       | 27    | 1     | 5      |
| Botafogo F. R. · Brasil      | Total club    | Total club    | 19    | 1     | 4      | 2                | 0                | 0                | 6                       | 0                       | 1                       | 27    | 1     | 5      |
| S. C. Internacional · Brasil | 1.ª           | 2025          | 8     | 0     | 1      | 2                | 1                | 0                | 1                       | 0                       | 1                       | 11    | 1     | 2      |
| S. C. Internacional · Brasil | Total club    | Total club    | 8     | 0     | 1      | 2                | 1                | 0                | 1                       | 0                       | 1                       | 11    | 1     | 2      |
| Total carrera                | Total carrera | Total carrera | 284   | 36    | 40     | 54               | 10               | 10               | 67                      | 6                       | 13                      | 405   | 52    | 63     |
| 1. 2. 3.                     |               |               |       |       |        |                  |                  |                  |                         |                         |                         |       |       |        |

### Selección nacional
Actualizado hasta su último partido disputado el 10 de junio de 2022.
| Selección         | Año             | Amistosos | Amistosos | Amistosos | Eliminatorias | Eliminatorias | Eliminatorias | Continental | Continental | Continental | Mundial | Mundial | Mundial | Total | Total | Total  |
| Selección         | Año             | Part.     | Goles     | Asist.    | Part.         | Goles         | Asist.        | Part.       | Goles       | Asist.      | Part.   | Goles   | Asist.  | Part. | Goles | Asist. |
| ----------------- | --------------- | --------- | --------- | --------- | ------------- | ------------- | ------------- | ----------- | ----------- | ----------- | ------- | ------- | ------- | ----- | ----- | ------ |
| Absoluta Paraguay | 2013            | 1         | 0         | 0         | 4             | 0             | 0             | —           | —           | —           | —       | —       | —       | 5     | 0     | 0      |
| Absoluta Paraguay | 2014            | 3         | 1         | 0         | —             | —             | —             | —           | —           | —           | —       | —       | —       | 3     | 1     | 0      |
| Absoluta Paraguay | 2015            | 4         | 0         | 0         | 2             | 0             | 0             | 3           | 0           | 0           | —       | —       | —       | 9     | 0     | 0      |
| Absoluta Paraguay | 2016            | 1         | 0         | 0         | 6             | 1             | 0             | 2           | 0           | 0           | —       | —       | —       | 8     | 1     | 0      |
| Absoluta Paraguay | 2017            | 3         | 0         | 0         | 5             | 0             | 2             | —           | —           | —           | —       | —       | —       | 8     | 0     | 2      |
| Absoluta Paraguay | 2018            | 2         | 1         | 0         | —             | —             | —             | —           | —           | —           | —       | —       | —       | 2     | 1     | 0      |
| Absoluta Paraguay | 2019            | 7         | 1         | 2         | —             | —             | —             | 2           | 0           | 0           | —       | —       | —       | 9     | 1     | 2      |
| Absoluta Paraguay | 2020            | —         | —         | —         | 1             | 0             | 0             | —           | —           | —           | —       | —       | —       | 1     | 0     | 0      |
| Absoluta Paraguay | 2021            | —         | —         | —         | 6             | 0             | 0             | 3           | 0           | 0           | —       | —       | —       | 9     | 0     | 0      |
| Absoluta Paraguay | 2022            | 2         | 0         | 1         | 1             | 0             | 0             | —           | —           | —           | —       | —       | —       | 3     | 0     | 1      |
| Total selección   | Total selección | 23        | 3         | 3         | 25            | 1             | 2             | 10          | 0           | 0           | 0       | 0       | 0       | 58    | 4     | 5      |
| 1. 2.             |                 |           |           |           |               |               |               |             |             |             |         |         |         |       |       |        |

## Palmarés

### Títulos nacionales
| Título                      | Club               | País      | Año    |
| --------------------------- | ------------------ | --------- | ------ |
| Primera División            | Cerro Porteño      | Paraguay  | 2012-A |
| Primera División            | Cerro Porteño      | Paraguay  | 2013-C |
| Copa de China               | Shanghái Shenhua   | China     | 2019   |
| Copa de la Liga Profesional | C. A. Boca Juniors | Argentina | 2022   |
| Primera División            | C. A. Boca Juniors | Argentina | 2022   |
| Supercopa Argentina         | C. A. Boca Juniors | Argentina | 2022   |
| Campeonato Brasileño        | Botafogo F. R.     | Brasil    | 2024   |

### Títulos internacionales
| Título                       | Club           | Sede         | Año  |
| ---------------------------- | -------------- | ------------ | ---- |
| Copa Libertadores de América | Botafogo F. R. | Buenos Aires | 2024 |

### Condecoraciones
| Condecoración                                          | Año  |
| ------------------------------------------------------ | ---- |
| Premio Simon Wiesenthal por el Centro Simon Wiesenthal | 2016 |